# برونتی، نیو ساوت ولز
برونتی (به انگلیسی: Bronte) یک حومه شهر در استرالیا است که در نیو ساوت ولز واقع شده‌است.